# Референдум за по-голяма автономия на Гренландия
На 25 ноември 2008 г. в Гренландия се провежда референдум за по-голяма автономия на Гренландия.
Избирателната активност е 71,96% от 39-хилядното население на острова, които имат право на глас. От тях 75,54% (21 355 души) гласуват „за“, 23,57% (6663 души) „против“.
Референдумът се провежда под ръководството на смесена датско-гренландска комисия, която е създадена през 2004 година. Планът за по-голяма автономия може да влезе в сила на 21 юни 2009 година, ако бъде одобрен от парламентите на Дания и Гренландия.
Разширената автономия позволява на властите в Гренландия самостоятелно разпореждане на природните ресурси, увеличаване на правомощията на гренландските власти във вътрешнополитическата и външнополитическата сфера, както и самостоятелно управление на съдебната система. Гренландският език ще бъде официален. Преди влизането в сила на разширената автономия Гренландия се грижи за здравеопазването, образованието и социалната политика.
В бъдеще Гренландия може да стане първата ескимоска държава в света.